# El Trapiche (La Higuera)
El Trapiche es una localidad chilena ubicada 77 km al norte de La Serena y 17 km de la localidad de La Higuera, capital comunal. El pueblo se despliega a ambos lados de la ruta 5 norte.

## Toponimia
Debe su nombre a las varias plantas de trapiches que allí se encuentran.

## Economía y turismo
Destaca por sus molinos de viento de grandes aspas, cultivo de claveles y plantas de procesamiento de minerales. Además, son típicos del lugar productos tales como quesos, pan amasado, empanadas y una gran variedad de claveles de colores.
Aunque ha derivado de la actividad minera a la agrícola, aún cuenta con cinco plantas de procesamiento de minerales.

### Actividades turísticas
Se pueden realizar paseos a vestigios mineros, minas en actividad, plantas procesadoras de minerales, viveros de claveles, tomar fotografías a los molinos de vientos y degustar la comida típica que la localidad ofrece.

## Hidrografía
La localidad posee napas con abundante concentración de agua, que surten del vital elemento a varios poblados cercanos.

## Educación
La localidad cuenta con la Escuela José Santos Ossa, que cuenta con 117 alumnos de preescolar y básica.